# نافورة الشرب

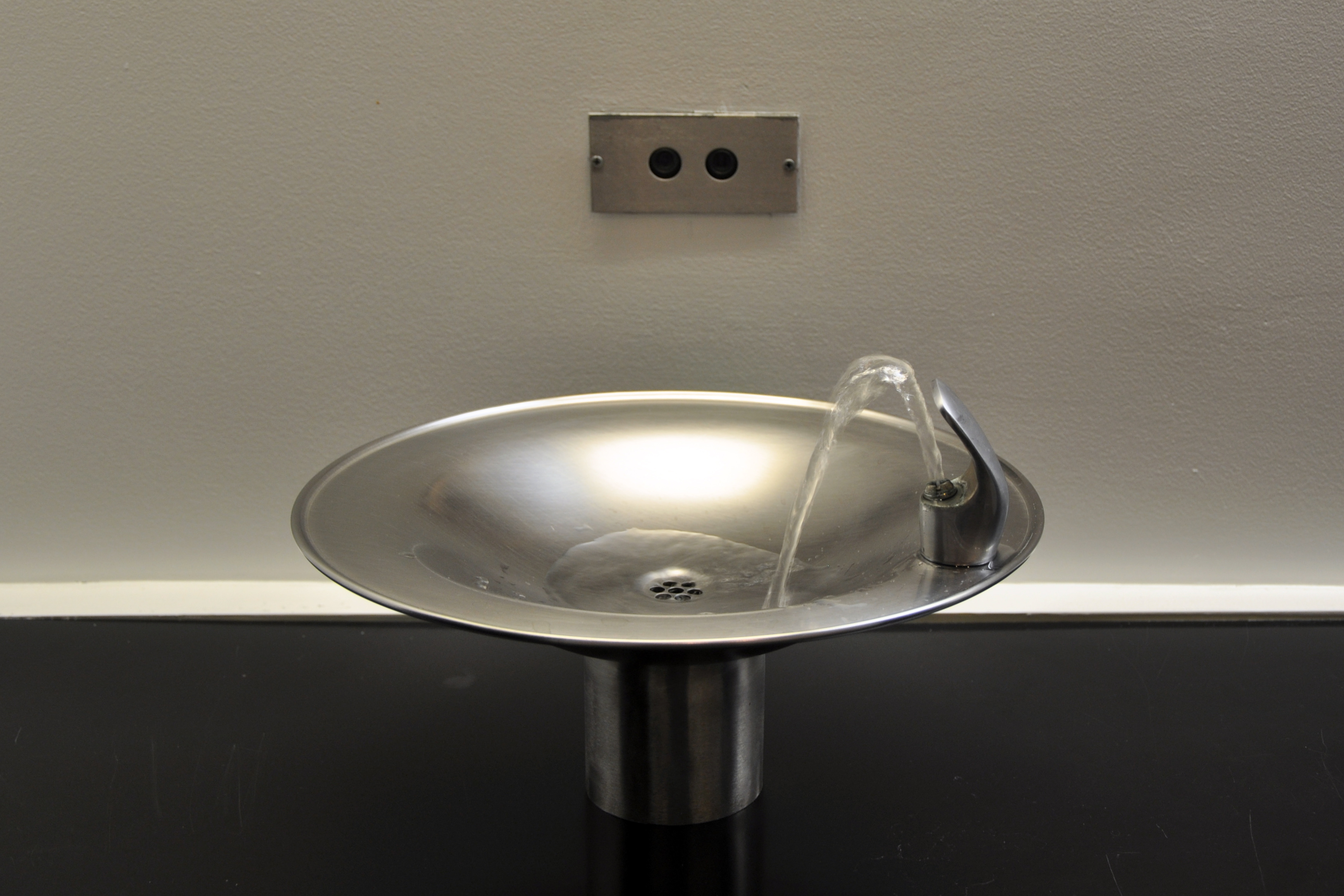
نافورة شرب من الستانلس ستيل
تعمل أتوماتيكيا من خلال حساس مثبت على الحائط

نافورة الشرب وهي إحدى سبل الماء التي يتم تركيبها في الأماكن العامة مثل: المساجد والمدراس والجامعات والمستشفيات والعيادات الطبية.

## مواد الصنع
يجب أن يتم تصنيع كافة أجزاء نوافير الشرب من مواد غير قابلة للصدأ، مثل الستانلس ستيل. كما يتوجب عمل صيانة دورية بهدف التنظيف والتعقيم لكافة الاجزاء الداخلية.

## التبريد
غالبا ما يتم توصيل هذه النوافير بمياه بادرة وهي نوعين:
- النوع الأول: وهو ذاتي التبريد، حيث تحوي كل ماكينة على ملفات تبريد المياه. وبالتالي فإن المياه الواصلة لهذا النوع تكون بدرجة حرارة عادية ويتم تبريد المياه بداخله. وهذا النوع لا يحتاج لخط عودة (RETURN)
- النوع الثاني: وهي النوافير الموصولة بشبكة تبريد مغلقة، يتم تبريد المياه من خلال CHILLER خاص بمياه الشرب، وهذا النوع من النوافير يحتاج لخط عودة المياه (RETURN)، وتكون مواسير التغذية ومواسير العودة معزولة بعازل حراري.

## التثبيت
يتم تثبيت نوافير الشرب بطريقتين:
- أنواع تثبت على الحائط وغالبا ما يستعمل هذا النوع في المستشفيات.
- أنواع تثبت على الأرض وغالبا ما يستعمل هذا النوع في المدارس والاماكن العامة التي تحوي أطفالا.

## التوصيل
- أن لا تقل ماسورة المياه الباردة المغذية لنافورة الشرب عن 15 ملم.

أن لا يقل قطر ماسورة الصرف الصحي الموصولة بنافورة الشرب عن 2 بوصة على الأقل.

## معرض صور

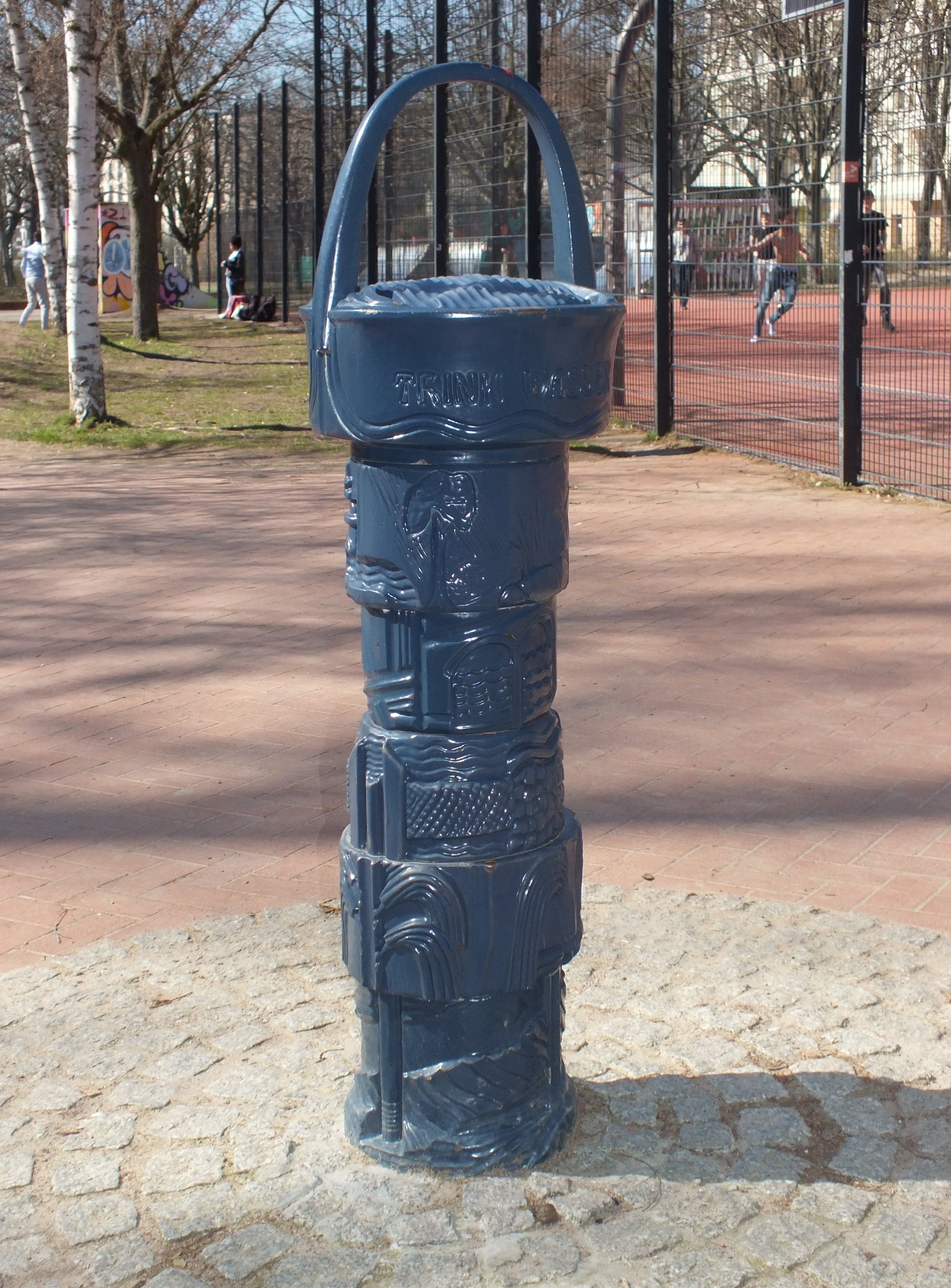
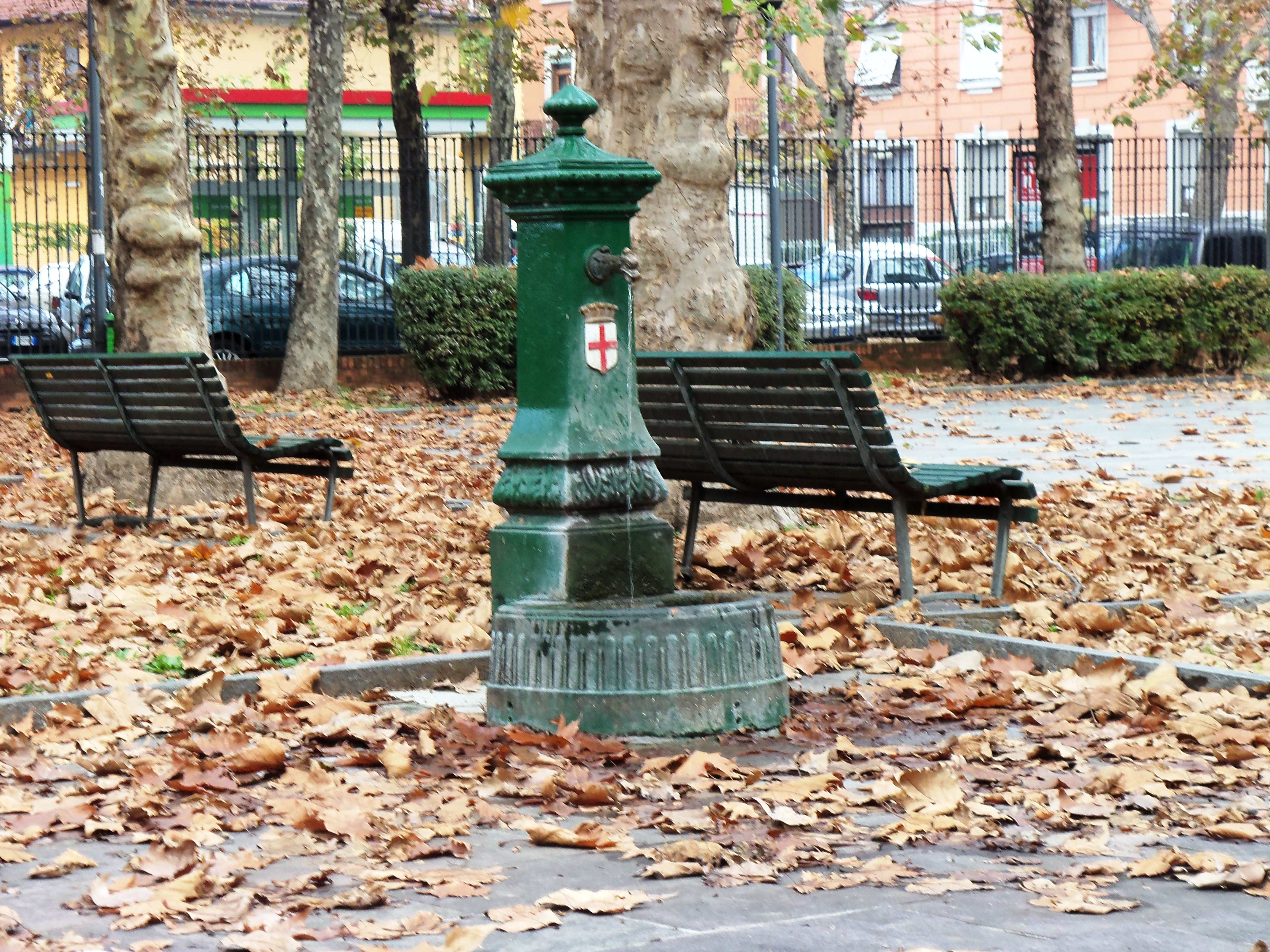
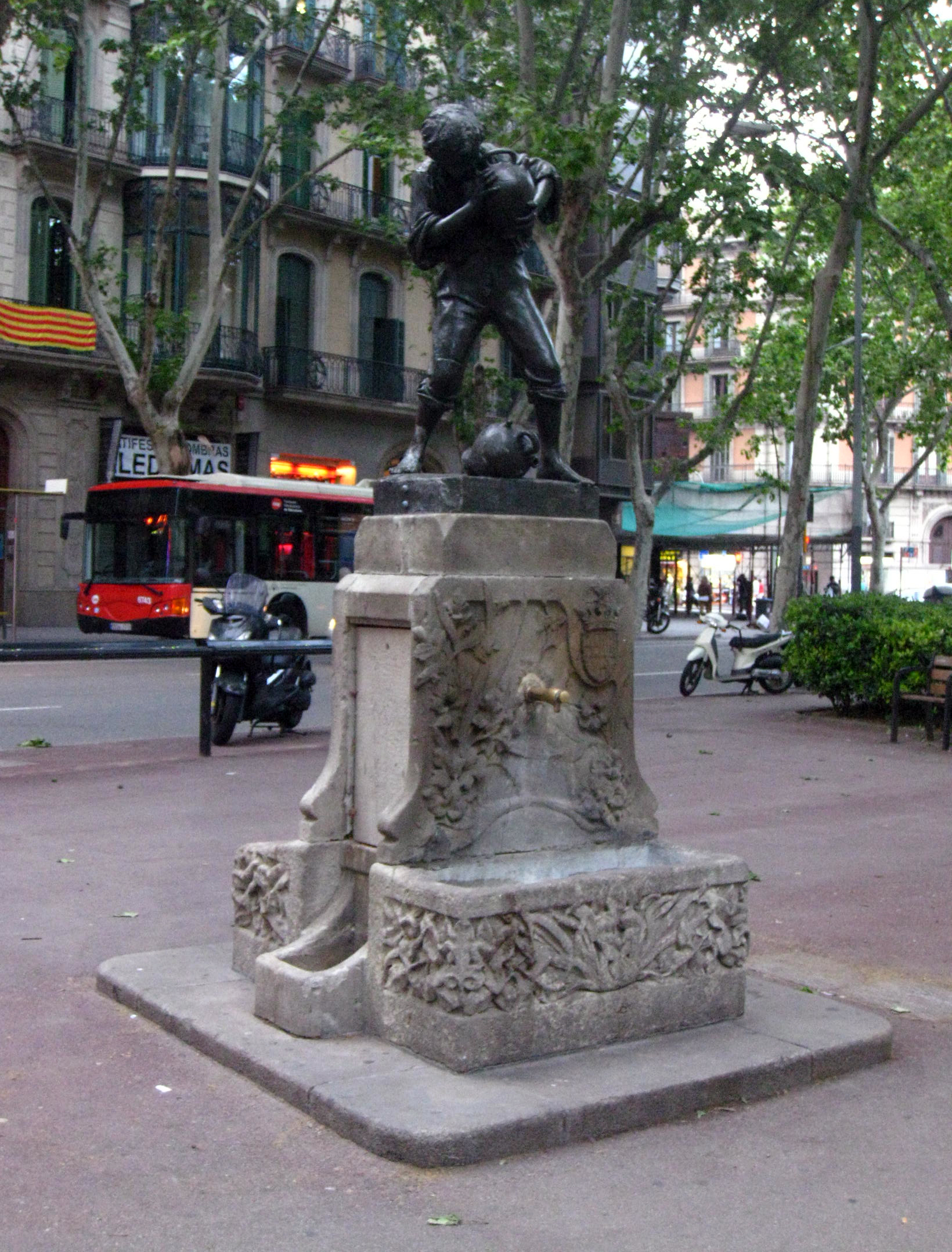
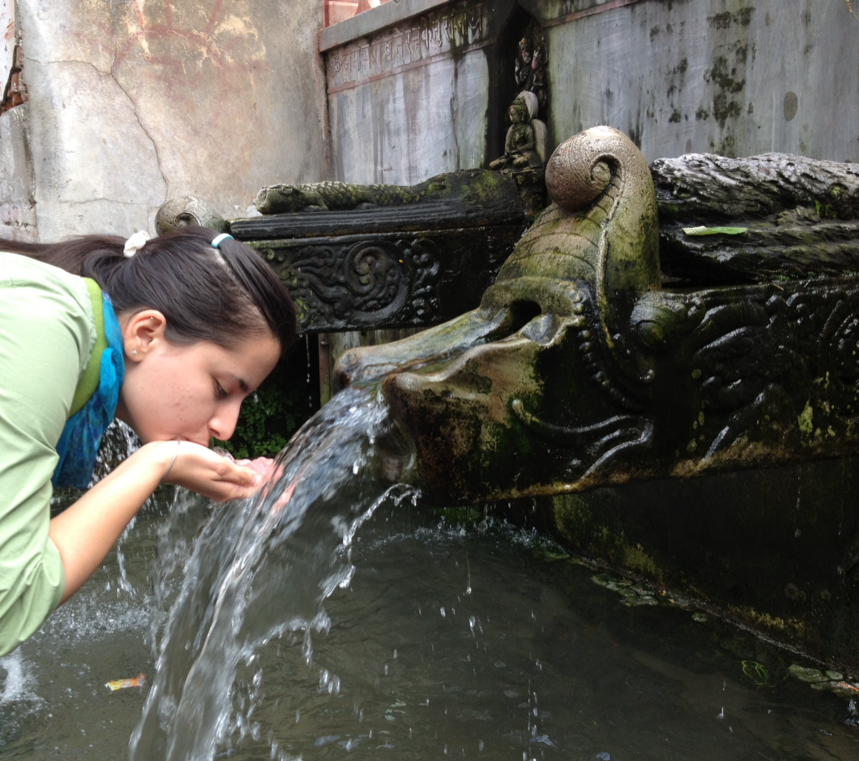
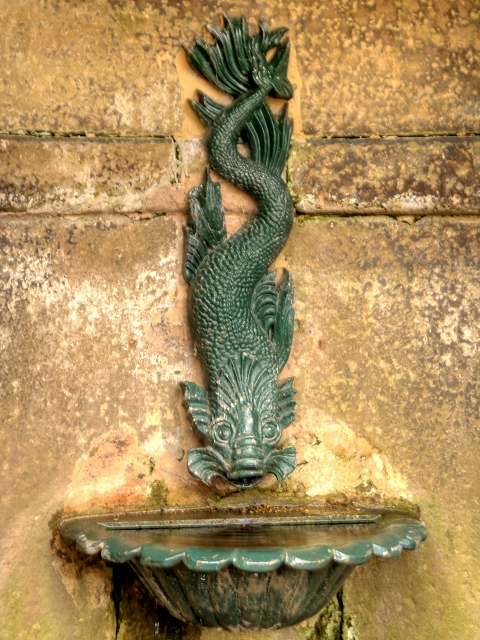